# Darius Trijonis

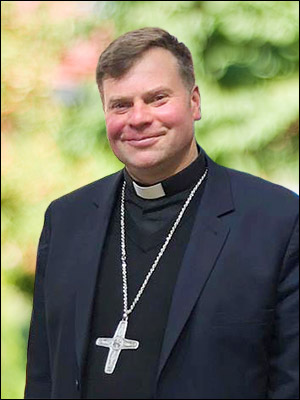
Darius Trijonis (2023)

Wappen von Darius Trijonis als Weihbischof

Darius Trijonis (* 21. April 1973 in Telšiai, Litauische SSR) ist ein litauischer römisch-katholischer Geistlicher und Bischof von Šiauliai.

## Leben
Nach dem Abitur 1991 an der 4. Mittelschule Telšiai studierte Darius Trijonis Philosophie und Katholische Theologie am Priesterseminar Telšiai. 1996 absolvierte er das Praktikum in der Ostesee-Kurortstadt Palanga, wo Trijonis mit Ateitininkai zusammen arbeitete und Katechetik in allen drei Stadtschulen lehrte. Er empfing am 18. Mai 1997 durch den Bischof von Telšiai, Antanas Vaičius, das Sakrament der Priesterweihe. 1999 erwarb Trijonis an der Päpstlichen Lateranuniversität in Rom ein Lizenziat im Fach Katholische Theologie.
Nach der Rückkehr in sein Heimatland war er bis 2002 Präfekt und Dozent am Priesterseminar Telšiai. 2006 promovierte Darius Trijonis im Fach Moraltheologie  an der Päpstlichen Akademie Alfonsiana in Rom. Von 2005 bis 2007 war Trijonis Subregens und Lehrer am Priesterseminar Telšiai. 2006 wurde er zudem Lektor für Katechetik an der Universität Klaipėda. Von 2007 bis 2008 war er Studienpräfekt am Priesterseminar Telšiai. 2008 wurde Darius Trijonis Pfarrer in Plikiai. Von 2010 bis 2015 war Trijonis Untersekretär der Litauischen Bischofskonferenz und von  2013 bis 2014 lehrte am Priesterseminar Vilnius. 2015 wurde er Pfarradministrator an der Kathedrale St. Antonius in Telšiai.
Am 29. September 2017 ernannte ihn Papst Franziskus zum Titularbischof von Fissiana und zum Weihbischof in Vilnius. Der Erzbischof von Vilnius, Gintaras Linas Grušas, spendete ihm am 16. Dezember desselben Jahres die Bischofsweihe. Mitkonsekratoren waren dessen Amtsvorgänger Audrys Kardinal Bačkis und der Bischof von Telšiai, Kęstutis Kėvalas.
Am 6. Juni 2024 ernannte ihn Papst Franziskus zum Koadjutorbischof von Šiauliai. Darius Trijonis wurde am 8. Dezember 2024 in Nachfolge von Eugenijus Bartulis, dessen altersbedingtes Rücktrittsgesuch am selben Tag angenommen worden war, Bischof von Šiauliai.